# Drakeni z Pernu
Drakeni z Pernu je rozsáhlý cyklus scifi/fantasy povídek a knih, jejichž autorkou je Anne McCaffrey.
Autorka vytvořila rozsáhlý fiktivní svět planety Pern a ve svých příbězích popisuje životy jednotlivých obyvatel od chvíle, kdy planetu osídlili lidé.

## Seznam novel a drobnějších povídek
THE DRAGONRIDERS OF PERN - DRAKENI Z PERNU
Dragonflight (1968), česky Dračí let (Baronet 1993; Triton 2007) [6]
Dragonquest (1971), česky Dračí skok (Albert 1993; Triton 2007) [7]
The White Dragon (1978), česky Bílý drak (Netopejr 1996; Triton 2008) [9]

THE HARPER TRILOGY - HARFENICKÁ TRILOGIE
Dragonsong (1976), česky Dračí píseň (Netopejr 1998) [8]
Dragonsinger (1977)
Dragondrums (1979)

Moreta, Dragonlady of Pern (1983), česky Moreta (Netopejr 1996) [4]
Nerilka's Story (1986), česky Nerilka (Netopejr 1996) [5]
Dragonsdawn (1988), česky Dračí úsvit (Baronet 2001) [1]
The Renegades of Pern (1989)
All the Weyrs of Pern (1991), česky Všechny pernské Weyry  (Triton 2010) [10]
The Chronicles of Pern: First Fall (1993)
The Dolphins of Pern (1994), česky Pernští delfíni  (Triton 2011) [11]
Dragonseye/Red Star Rising (1997)
The Masterharper of Pern (1998)
The Skies of Pern (2001), česky Obloha nad Pernem (Triton 2014) [12]
A Gif of Dragons (2002), česky Dračí Dar (Baronet 2004) [2]
Dragon's Kin (2003), česky Dračí rod (Baronet 2004) [3]
Dragonsblood (2005)
Dragon's Fire (2006)
Dragon Harper (2007)
SHORT STORIES
The Smallest Dragonboy (1973), znovu vydáno v románu A Gift of Dragons (2002)
A Time When (1975), zahrnut do románu The White Dragon (1978)
The Girl Who Heard Dragons (1986), znovu vydáno v románu A Gift of Dragons (2002)
The Impresion: The Dragonlover's Guide to Pern (1989)
The Ford of Red Hanrahan (1993), znovu vydáno v románu The Chronicles of Pern (1993)
The Second Weyr (1993), znovu vydáno v románu The Chronicles of Pern (1993)
Survey: P.E.R.N.c (1993), znovu vydáno v románu The Chronicles of Pern (1993)
The Dolphin's Bell (1993), znovu vydáno v románu The Chronicles of Pern (1993)
Rescue Run (1993), znovu vydáno v románu The Chronicles of Pern (1993)
Runner of Pern (1998), znovu vydáno v románu A Gift of Dragons (2002)
Ever the Twain (2002), znovu vydáno v románu A Gift of Dragons (2002)
Beyond Between (2004)

[1] - [12] chronologické pořadí děje (dosud vydaných v českém překladu)

## Rukbat

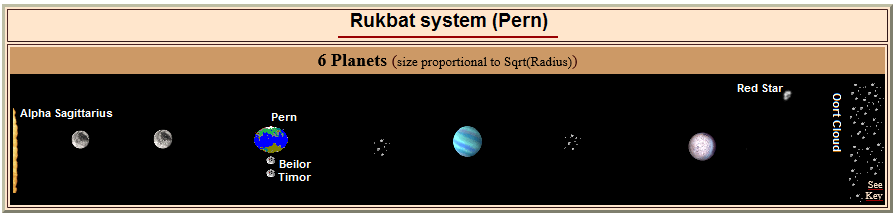

Je hvězda v souhvězdí Střelce, spektrální třída G. Má pět planet, dva pásy asteroidů a bludnou oběžnici (planetku s nestabilní dráhou) Krvavici.
Lidé podnikli jednosměrný let k soustavě Rukbatu a osídlili třetí planetu - Pern.

## Pern
P.E.R.N.c - Parallel Earth Resources Negligible (colonize)
Je třetí planetou hvězdy Rukbat v souhvězdí Střelce. Planeta podobná Zemi, menší, dva hlavní kontinenty- severní a jižní. Tři měsíce.
Před tisíci lety objevena a kolonizována lidmi. V důsledku vše spalujících vláken, snášejících se na Pern z planety Krvavice, lidé geneticky vyšlechtili místní ohňové dráčky v plamen šlehající draky. Protože Krvavice krouží kolem Pernu po nepravidelné epileptické dráze, dochází ke spadům vláken v průměru jednou za 200 let. I díky tomu lidé po letech ztratili své znalosti a technologii a tak v současné době (tisíce let po přistání) žijí ve feudálním zřízení kde páni venkovských Držeb zapomínají na tradice, a sláva Weyru, v kterých žili početné kolonie draků a jejich jezdců se pomalu vytrácí.

## Draci a jejich jezdci
Jsou původní forma života planety Pern. Lidé je poprvé poznávají jako malá barevná stvoření s blanitými křídly, svým vzezřením a životním cyklem se podobají tvorům z pozemských bájí. Jejich krev je tmavě zelená. Jakmile lidé objeví jejich schopnosti (telepatie, telekineze a schopnost cestovat podprostorem - mezimezím), vyberou mezi sebou telepaticky nejcitlivější jedince a začnou s nimi komunikovat a šlechtit je. Draci jsou vysoce inteligentní tvorové. Nakonec draci dorůstají dostatečně na to, aby mohli převážet lidi a náklad. Draci mají se svými jezdci velmi silné pouto, důkazem toho je i fakt, že pokud jezdec zemře, jeho drak spáchá sebevraždu skokem do mezimezí. Jezdci se po ztrátě draka většinou stanou duševně chorými.

### Weyr
Domov draků a jejich jezdců. Weyry jsou většinou v kráterech vyhaslých sopek nebo ve skalách. Fungují jako jakési vojenské pevnosti. Dolní jeskyně jsou prostory pro obyvatele Weyru, kteří nejsou jezdci. Tvoří jakýsi personál a jsou nedílnou součástí společenství ve Weyru. Ve většině Weyrech jsou lidé shovívaví například k záletnictví a intimitě, čímž se liší od obyvatel držeb.

### Hierarchie jezdců a obyvatel ve Weyru
Vůdce Weyru- jezdec na bronzákovi, který nalétl na nejstarší královnu. Má zodpovědnost za celý Weyr. Velí například všem letkám a jezdcům. Jeho partnerkou je Weyrena.
Weyrena (někdy též hlavní Weyrena)- jezdkyně na nejstarší královně a družka Vůdce Weyru. Dohlíží na Dolní jeskyně, další Weyreny, zásoby Weyru a zdraví draků.
Velitelé letek
Zástupci velitelů letek
Mladší Weyreny
Mistr Weyrlinků
Jedzdci
Představená Dolních jeskyní
Harfeník Weyru
Weyrlinkové

### Typy draků (seřazené podle hiarchie)
1.Královna Zlatá
Královny zastávají nejvyšší postavení ve Weyru. Dosahují největších rozměrů ze všech draků (mohou být i dvojnásobně větší než bronzáci). Královny vzlétají k Zásnubnímu letu po dvou obězích života. Poté vzlétají pravidelně každý jeden až dva oběhy. Páří se výhradně s bronzáky, ale párkrát došlo k tomu, že královnu dostihl i velký hnědák. Královny jsou v době páření agresivní zejména vůči jiným královnám. Ty po dobu letu opouští Weyr. Výjimkou jsou pouze královny, které hlídají snůšku či nejsou dospělé a tak nepředstavují pro říjící samici konkurenci. Ve snůšce bývá dvanáct až čtyřicet vajec. Vejce s královnou jsou vzácná a liší se od zbytku snůšky velikostí a zlatým nádechem. Královny si výhradně vybírají za jezdkyně ženy narozené mimo Weyr. Weyreny jsou většinou silné osobnosti, které si někdy i tvrdohlavě stojí za svým.
Nejznámější královny a jejich jezdkyně:
Faranth- první zlatá královna, jezdkyně Sorka (první Míjení)
Ramoth- historicky největší drak na Pernu, jezdkyně Lessa (deváté Míjení)
2.Bronzový drak
Bronzoví draci mají vůdčí roli ve Weyru. Jsou hned po královnách druhými největšími draky. Jsou také jediní, kteří dokáží královny během zásnubního letu dohnat. Jejich jezdci jsou vůdci letek a jezdec na bronzákovi, který nalétl na nejstarší královnu se stává Vůdcem Weyru. Bronzáci jsou chytří a sebevědomí draci. Pojí je určité pouto se zlatými, bez ohledu na jejich úspěch při páření.
Nejznámější bronzoví draci a jejich jezdci:
Mnementh- druhý největší drak na Pernu, a největší samec, jezdec F'lar (deváté Míjení)
3.Hnědý drak
Jezdci na hnědých dracích bývají zástupci letek. Hnědáci mohou ve výjimečných případech konkurovat bronzákům. Hnědáci jsou vytrvalí a moudří.
Nejznámější hnědí draci a jejich jezdci:
Canth- dosahoval velikosti bronzáka, jezdec F'nor (deváté Míjení)
4.Modrý drak
Modří draci jsou poklidní a opatrní. Nalétávají pouze na zelené.
5.Zelená dračice
Zelené tvoří hlavní sílu Weyru. Jsou agresivní, mrštné a lstivé. Jejich jezdci mají tendence být tvdrohlaví a horkokrevní. Zelené žvýkají ohňovec, který je udržuje sterilní, protože vzlétají k páření i vícekrát za oběh. Zasvětit se s zelenými mohou i ženy. Polovina snůšky jsou vždy zelené.
0.Bílý drak
Ruth je jediným bílým drakem, který se na Pernu kdy vylíhl. Dosahuje velikosti tažného koně, což ho činí nejmenším drakem na Pernu. Je považován za nezdravého jedince. Ruth disponuje většinou schopností ostatních draků. Liší se pouze nezájmem o jakékoliv říjící samice a blízkostí s ohňovými dráčky. Ruth vyrostl mimo Weyr po boku svého jezdce Jaxoma.

### Pojmy
- Zasvěcení- Propojení mysli člověka a draka. Drak už hned po vyklubání zná své jméno, které vždy obsahuje koncovku -th. Drak je odrazem svého jezdce, proto mívají stejnou povahu. Pouto je velice silné a dosti intimní.
- Ohňovec- Nerost využívaný drakeny. Mění se v druhém dračím žaludku na plyn, který při kontaktu s kyslíkem vzplane. Ohňovec nesmí žvýkat zlaté jelikož způsobuje sterilitu.
- Zásnubní let- První vzlet k páření mladé dračice. Draci před letem vypijí pouze krev své kořisti, aby byli lehcí. Je považováno za dobré znamení, když Let trvá dlouho. V době každého vzletu k páření se mysl draka a jeho jezdce zcela zcelí a oba prožívají všechny pocity současně.
- Mezimezí- temná a chladná nicota jako sama smrt, není v ní vzduch ani světlo. Přesto pouze skrz tento prostor mohou draci a jejich jezdci cestovat časem a prostorem.

## Drakeni a Krvavice
Bludná oběžnice Krvavice (nazvaná tak podle své barvy) je obývaná životní formou, Vlákny, která se pokouší invazivně rozmnožit i na jiných planetách. Jednou za čas nazývaný Mezidobí (cca 200 let) se přiblíží k Pernu natolik, že z ní začnou na planetu padat zhoubná Vlákna, organismy které zničí a pohltí vše kromě kovu, kamene a vody. Zabít je může pouze mráz nebo dračí oheň. Období spadu Vláken se říká Míjení (cca 50 let). Výjimečně nastane Dlouhé Mezidobí (cca 400 let). Když kolonisté na Pernu zjistí hrozbu, hledají způsoby boje proti vláknům. Draci mohou po sežvýkání jistého minerálu- ohňovce- po delší dobu chrlit bez zdravotních následků oheň a vlákna spálit v letu ještě před dopadem na zem. Lidé na zemi mohou odstranit vegetaci, na které se vlákna dokáží nejlépe živit a zasahovat vlákna ohněm pomocí "vrhačů".
To ovšem není trvalé řešení, Krvavice posílá na Pern nové spady vláken, a tak se jezdci na dracích- drakeni- stávají pro obyvatele Pernu nejdůležitějším způsobem obrany, po tom, co díky nedostatku kovových rud v kůře planety postupně přicházejí o svou techniku.